# Río Galguitu
El río Galguitu (en euskera Galgitu) es un curso de agua del norte de la península ibérica, afluente del Ega. Discurre por la provincia de Álava.

## Curso
El río, que discurre por la provincia española de Álava, nace de las fuentes que brotan en el término del concejo de Apellániz. Sigue luego su curso por el municipio de Arraya-Maestu hasta acabar desembocando en el Ega. Aparece descrito en el segundo volumen del Diccionario geográfico-estadístico-histórico de España y sus posesiones de Ultramar de Pascual Madoz, en la entrada correspondiente a Apellániz, con las siguientes palabras:

De las diversas fuentes que brotan en el térm. y de las vertientes de sus sierras se forma un arroyuelo, que siguiendo por el campo de Maestu, toma el nombre de r. Galguitu, que en su curso encuentra tres puentes de madera, y sigue á desaguar en el Ega cerca del punto llamado Peñasalada.
(Madoz, 1845, p. 365)